# Батальйон морської піхоти
Батальйон морської піхоти (бмп)  — основний тактичний підрозділ морської піхоти, який організаційно входить до складу полку або бригади морської піхоти, а також може існувати, як окрема організаційно-штатна структура та призначений для ведення бою в тилу противника в ролі морського десанту.
Батальйони морської піхоти існують у військово-морських силах багатьох країн.

## США
До батальйону морської піхоти США входить штаб батальйону, що складається з командира (зазвичай підполковника, іноді полковника), начальника штабу (перший заступник командира, як правило, майор), сержанта-майора та штабного персоналу (від S-1 до S-4 та S-6). Штаб батальйону підтримується штабом та ротою забезпечення. Батальйон, як правило, містить від двох до п'яти рот, усього в батальйоні від 500 до 1200 морських піхотинців.
У корпусі морської піхоти США піхотний або «стрілецький» батальйон, як правило, складається зі штабу та штабної роти, трьох стрілецьких або «лінійних» рот (позначаються в алфавітному порядку від А до M залежно від того, до складу якого полку вони входять) та рота вогневої підтримки.